# 皮膚 (2017年電影)
《皮膚》是2017年西班牙劇情電影，由愛德華多·卡薩諾瓦導演 該片於2017年2月在第67屆柏林影展展出。

## 演員
- 美卡瑞娜·梅茲(Macarena Gómez) 飾演 勞拉（ Laura ）
- 哥蘿莉娜·班戈(Carolina Bang) 飾演 Psiquiatra
- 喬·可塔迦納(Jon Kortajaren) 飾演 吉爾（Guille）
- 肯黛拉·珮娜(Candela Peña )飾演 安娜（Ana ）
- 卡門·瑪芝(Carmen Machi) 飾演 克勞蒂雅（Claudia）

## 外部連結
- 互联网电影数据库（IMDb）上《Skins》的资料（英文）（英文）